# Paromalus laevisternus
Paromalus laevisternus är en skalbaggsart som beskrevs av Miłosz A. Mazur 1990. Paromalus laevisternus ingår i släktet Paromalus och familjen stumpbaggar. Inga underarter finns listade i Catalogue of Life.